# Żelechy (województwo mazowieckie)
Żelechy – wieś sołecka w Polsce położona w województwie mazowieckim, w powiecie płońskim, w gminie Sochocin.
W latach 1975–1998 miejscowość należała administracyjnie do województwa ciechanowskiego.